# بشار رحال
بشار منذر رحال (بلغاری: Башар Мунзер Рахал، عربی: بشار رحال؛ زادهٔ ۲۰ اکتبر ۱۹۷۴) بازیگر لبنانی‌تبار اهل بلغارستان است. وی از سال ۱۹۸۹ میلادی تاکنون مشغول فعالیت بوده‌است. او را می‌توان در کنار جان کیوسک، هیلاری داف، و برندگان جایزه اسکار، بن کینگزلی و مریسا تومی در فیلم جنگ، شرکت دید.
از فیلم‌ها یا برنامه‌های تلویزیونی که وی در آن نقش داشته‌است می‌توان به ربات‌های یاغی، تماس مستقیم، و بویکا: شکست‌ناپذیر اشاره کرد.